# Max D. Amstutz

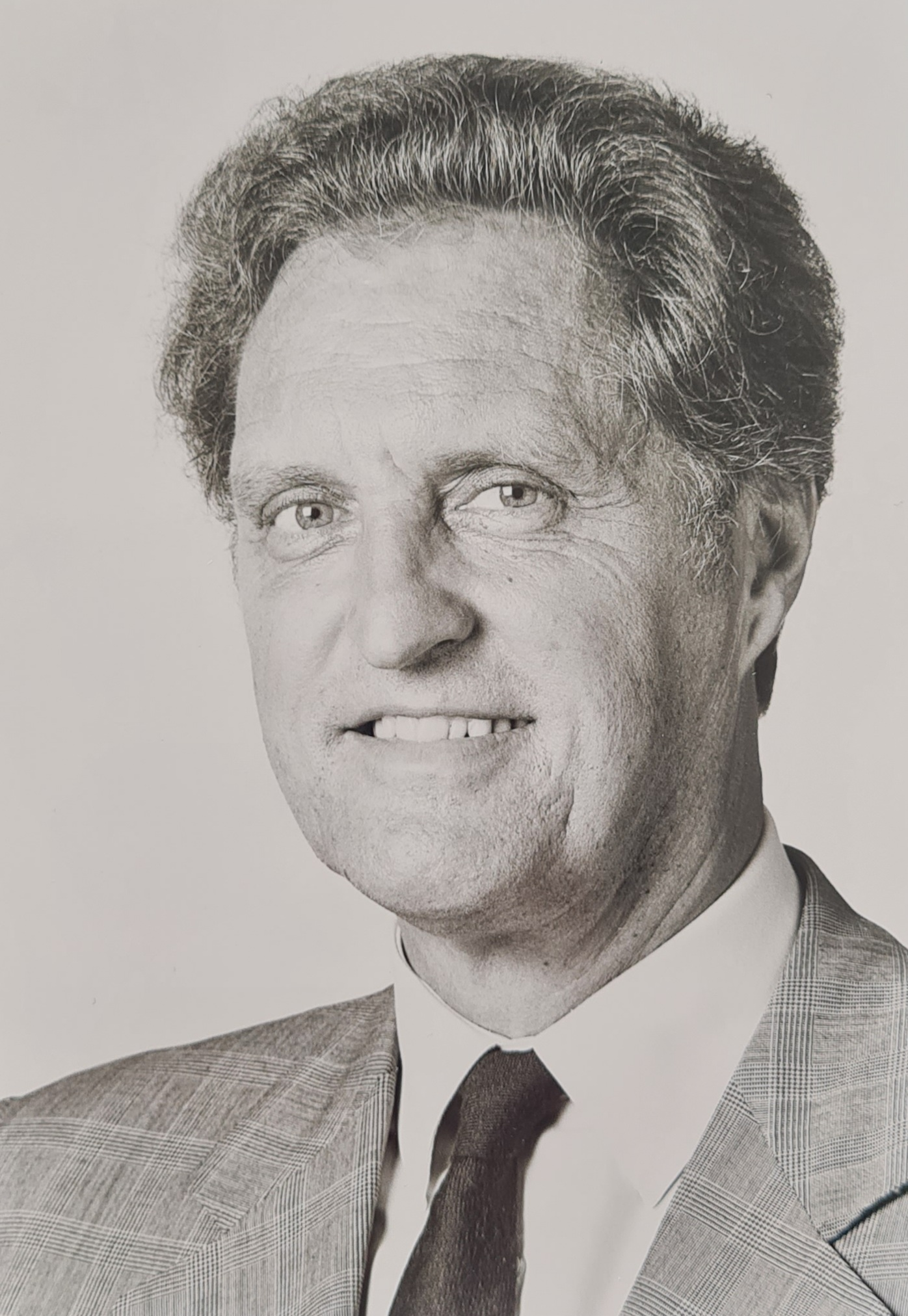
Max D. Amstutz

Max Denis Amstutz (* 19. Januar 1929 in Engelberg) ist ein Schweizer Unternehmer, Manager und Strategieberater.

## Leben
Max D. Amstutz wurde 1953 an der Universität Bern zum Dr. rer. pol. promoviert und war dort anschliessend Assistent bei Kurt Krapf, dem Direktor des Forschungsinstitutes für Fremdenverkehr. Von 1954 bis 1959 war Amstutz Direktionssekretär und Personalchef sowie kaufmännischer Leiter beim Druck- und Verlagshaus C. J. Bucher AG in Luzern. Er gilt als einer der besten Kenner der Geschichte des Skilaufes. Das US-amerikanische Journal of the international Skiing History zeichnete 2015 sein Buch The Golden Age of Alpine Skiing mit einem Award aus.
1959 wurde er Leiter der Cimento Ipanema, einer brasilianischen Tochtergesellschaft des Holcim-Konzerns, in Sao Paulo. Zugleich begann er den Aufbau einer lateinamerikanischen Konzerngruppe mit schliesslich acht Unternehmungen von Argentinien bis Mexiko.
1964 kehrte Amstutz als Assistent des Präsidenten Ernst Schmidheiny der Holcim (damals noch Holderbank Financiere Glarus AG) in die Schweiz zurück. 1967 wurde er Direktor der Zementholding und war ab 1970 Delegierter des Verwaltungsrates und operationeller Leiter des Konzerns, dessen Organisation und Strategie er mitgestaltete. In den folgenden Jahren verstärkte er die Position des Konzerns in Europa durch Akquisitionen in Spanien und Frankreich. Er war Präsident der Societe des Chaux et Ciments de la Suisse Romande, die in der Romandie die zwei Zementwerke Eclepens und Roche betrieb und zur Gemeinschaft der Schweizer Zementfabrikanten gehörte.
Von 1986 bis 1999 fungierte Amstutz als Vizepräsident und später als Präsident des Verwaltungsrates der Alusuisse, später Algroup-Konzern. Ab 1991 war er Mitglied und anschliessend Vizepräsident des Verwaltungsrates des Mischkonzerns Von Roll, ab 1993 Präsident, mit dem Auftrag der drei Schweizer Grossbanken, die in Schieflage geratene Unternehmung zu sanieren, was gelang.
Von 1998 bis 2003 war Amstutz Präsident des Verwaltungsrats der SGS (früher Société Générale de Surveillance) mit dem Auftrag, dieses Unternehmen zu sanieren. Er war von dem deutschen Investor August von Finck angefragt, ob er das Präsidium des Verwaltungsrats übernehmen wolle. Amstutz setzte sich drei Ziele, die erreicht wurden: Sanierung der SGS unter dem neuen CEO Toni Czura, Auflösung des Stimmrechtspools und Abschaffung der Stimmrechtsaktien. Ferner war Amstutz Mitglied der Progress Foundation, präsidiert von Geri Schwarz.
2016 übernahm der Schweizer Beat Hess das Präsidium der inzwischen mit Lafarge fusionierten Holcim. Amstutz unterbreitete der Konzernspitze die Strategiestudie Zementindustrie im Fokus, die unter dem Slogan Raus aus der Einbahnstrasse als neue Strategie eine Verlagerung des Produktportfolios vom Zement zu Baustoffen, die weniger kapital- und energieintensiv sind, empfahl. Diesem Vorschlag folgte Holcim.
Seit 2000 arbeitet Amstutz als Strategieconsultant, hauptsächlich im Bereich Bauindustrie und Demographie. Er ist verheiratet und hat drei Kinder, darunter Marc Amstutz, Professor für Wirtschaftsrecht an der Universität Fribourg i.Ue.

## Werke
- Der passive Fremdenverkehr. Stämpfli, Bern 1953 (zugleich Dissertation)
- Turnaround in der Unternehmung – normale Führungsaufgaben, NZZ, 22.20.1996
- Macht und Ohnmacht des Aktionärs. Möglichkeiten und Grenzen der Corporate Governance. NZZ Verlag, Zürich 2007, ISBN 978-3-03823-319-0
- Subsahara-Afrika im Fokus. Verlag Carnot-Cournot, 2020
- Die Anfänge des Alpinen Skirennsports. AS-Verlag, Zürich 2010, ISBN 978-3-909111-79-4
- Unternehmungspolitik und neue Realitäten: der Fall Holderbank (= Schriftenreihe Wirtschaft, Politik, Gesellschaft, Nr. 4). Verlag Holcim, Zürich 1980

## Belege
- Abschnitt über SGS: Manuskript zur Geschichte der SGS von ihrer Gründung bis zum Jahr 2003: WINDS OF CHANGE : The true story of Société Générale de Surveillance (SGS), druckfertig geschrieben von Fred Bartu, einem Schweizer Journalist. Auf den Seiten 168 bis 194 wird die Auseinandersetzung zwischen Max D. Amstutz als Präsident der SGS (1998 bis 2003) und Elisabeth Salina, Repräsentantin der Gründerfamilie und des Mehrheitspools von SGS-Aktionären, im Detail dargestellt.

- Abschnitt zur strategischen Beratung bei Lafarge/Holcim(heute Holcim) seit 2016 (bis heute): Max D. Amstutz hat hierzu eine strategische Studie verfasst mit dem Titel Zementindustrie im Fokus : Umfassende Lagebeurteilung der Zementindustrie weltweit, operative und strategische Schwerpunkte der Konzernführung und ein Zukunftsmodell, herausgegeben 2020. An dieser Studie besitzt LafargeHolcim (heute Holcim) das Copyright. Darin wird ausgeführt, dass Max D. Amstutz empfohlen hat, dass Holcim ins Bauchemiegeschäft einsteigen sollte. Mit BASF wurde danach über den Erwerb ihrer Bauchemiesparte verhandelt, was am hohen Preis scheiterte. Anfangs 2021 erwarb Holcim die Firestone Building Group (Dächerbau und Bauchemie) und folgte dem Rat von Max D. Amstutz Raus aus der Einbahnstrasse des Zement- und Betongeschäftes. Die kürzliche Veröffentlichung der Strategy 2025 durch Holcim zeigt, dass man der Empfehlung von Max D. Amstutz gefolgt ist.

- Subsahara Afrika im Fokus: Hierzu existieren Dankesbriefe von BR Cassis, BR Karin Keller-Sutter und Patricia Danzi (Direktorin DEZA) zur fraglichen Broschüre.

- Porträtfoto: Aus dem Bestand von Max D. Amstutz persönlich (freie Benützung).

| Personendaten    | Personendaten                                          |
| ---------------- | ------------------------------------------------------ |
| NAME             | Amstutz, Max D.                                        |
| ALTERNATIVNAMEN  | Amstutz, Max Denis (vollständiger Name)                |
| KURZBESCHREIBUNG | Schweizer Unternehmer, Manager und Strategieconsultant |
| GEBURTSDATUM     | 19. Januar 1929                                        |
| GEBURTSORT       | Engelberg                                              |